# NFL Draft 2025
Der NFL Draft 2025 war der 90. Auswahlprozess neuer Spieler (Draft) im American Football für die Saison 2025 der National Football League (NFL). Der Draft fand vom 24. bis zum 26. April in Green Bay, Wisconsin rund um das Lambeau Field und im benachbarten Titletown District statt. Die Stadt erhielt den Zuschlag als Veranstaltungsort im Mai 2023.

## Reihenfolge
Springe zu Runde: 2 | 3 | 4 | 5 | 6 | 7
| Runde | Auswahl | Team                  | Spieler                | Position                   | College              | Conference           | Bemerkungen                                                               |
| ----- | ------- | --------------------- | ---------------------- | -------------------------- | -------------------- | -------------------- | ------------------------------------------------------------------------- |
| 1     | 1       | Tennessee Titans      | Cam Ward               | Quarterback                | Miami (FL)           | ACC                  |                                                                           |
| 1     | 2       | Jacksonville Jaguars  | Travis Hunter          | Wide Receiver / Cornerback | Colorado             | Big 12               | Pick von den Browns erhalten                                              |
| 1     | 3       | New York Giants       | Abdul Carter           | Defensive End              | Penn State           | Big Ten              |                                                                           |
| 1     | 4       | New England Patriots  | Will Campbell          | Offensive Tackle           | LSU                  | SEC                  |                                                                           |
| 1     | 5       | Cleveland Browns      | Mason Graham           | Defensive Tackle           | Michigan             | Big Ten              | Pick von den Jaguars erhalten                                             |
| 1     | 6       | Las Vegas Raiders     | Ashton Jeanty          | Runningback                | Boise State          | Mountain West        |                                                                           |
| 1     | 7       | New York Jets         | Armand Membou          | Offensive Tackle           | Missouri             | SEC                  |                                                                           |
| 1     | 8       | Carolina Panthers     | Tetairoa McMillan      | Wide Receiver              | Arizona              | Big 12               |                                                                           |
| 1     | 9       | New Orleans Saints    | Kelvin Banks Jr.       | Offensive Tackle           | Texas                | SEC                  |                                                                           |
| 1     | 10      | Chicago Bears         | Colston Loveland       | Tight End                  | Michigan             | Big Ten              |                                                                           |
| 1     | 11      | San Francisco 49ers   | Mykel Williams         | Defensive End              | Georgia              | SEC                  |                                                                           |
| 1     | 12      | Dallas Cowboys        | Tyler Booker           | Guard                      | Alabama              | SEC                  |                                                                           |
| 1     | 13      | Miami Dolphins        | Kenneth Grant          | Defensive Tackle           | Michigan             | Big Ten              |                                                                           |
| 1     | 14      | Indianapolis Colts    | Tyler Warren           | Tight End                  | Penn State           | Big Ten              |                                                                           |
| 1     | 15      | Atlanta Falcons       | Jalon Walker           | Defensive End              | Georgia              | SEC                  |                                                                           |
| 1     | 16      | Arizona Cardinals     | Walter Nolen           | Defensive Tackle           | Ole Miss             | SEC                  |                                                                           |
| 1     | 17      | Cincinnati Bengals    | Shemar Stewart         | Defensive End              | Texas A&M            | SEC                  |                                                                           |
| 1     | 18      | Seattle Seahawks      | Grey Zabel             | Guard                      | North Dakota State   | MVFC                 |                                                                           |
| 1     | 19      | Tampa Bay Buccaneers  | Emeka Egbuka           | Wide Receiver              | Ohio State           | Big Ten              |                                                                           |
| 1     | 20      | Denver Broncos        | Jahdae Barron          | Cornerback                 | Texas                | SEC                  |                                                                           |
| 1     | 21      | Pittsburgh Steelers   | Derrick Harmon         | Defensive Tackle           | Oregon               | Big Ten              |                                                                           |
| 1     | 22      | Los Angeles Chargers  | Omarion Hampton        | Runningback                | North Carolina       | ACC                  |                                                                           |
| 1     | 23      | Green Bay Packers     | Matthew Golden         | Wide Receiver              | Texas                | SEC                  |                                                                           |
| 1     | 24      | Minnesota Vikings     | Donovan Jackson        | Guard                      | Ohio State           | Big Ten              |                                                                           |
| 1     | 25      | New York Giants       | Jaxson Dart            | Quarterback                | Ole Miss             | SEC                  | Pick von den Texans erhalten                                              |
| 1     | 26      | Atlanta Falcons       | James Pearce Jr.       | Defensive End              | Tennessee            | SEC                  | Pick von den Rams erhalten                                                |
| 1     | 27      | Baltimore Ravens      | Malaki Starks          | Safety                     | Georgia              | SEC                  |                                                                           |
| 1     | 28      | Detroit Lions         | Tyleik Williams        | Defensive Tackle           | Ohio State           | Big Ten              |                                                                           |
| 1     | 29      | Washington Commanders | Josh Conerly Jr.       | Offensive Tackle           | Oregon               | Big Ten              |                                                                           |
| 1     | 30      | Buffalo Bills         | Maxwell Hairston       | Cornerback                 | Kentucky             | SEC                  |                                                                           |
| 1     | 31      | Philadelphia Eagles   | Jihaad Campbell        | Linebacker                 | Alabama              | SEC                  | Pick von den Chiefs erhalten                                              |
| 1     | 32      | Kansas City Chiefs    | Josh Simmons           | Offensive Tackle           | Ohio State           | Big Ten              | Pick von den Eagles erhalten                                              |
| 2     | 33      | Cleveland Browns      | Carson Schwesinger     | Linebacker                 | UCLA                 | Big Ten              |                                                                           |
| 2     | 34      | Houston Texans        | Jayden Higgins         | Wide Receiver              | Iowa State           | Big 12               | Pick von den Giants erhalten                                              |
| 2     | 35      | Seattle Seahawks      | Nick Emmanwori         | Safety                     | South Carolina       | SEC                  | Pick von den Titans erhalten                                              |
| 2     | 36      | Cleveland Browns      | Quinshon Judkins       | Runningback                | Ohio State           | Big Ten              | Pick von den Jaguars erhalten                                             |
| 2     | 37      | Miami Dolphins        | Jonah Savaiinaea       | Guard                      | Arizona              | Big 12               | Pick von den Raiders erhalten                                             |
| 2     | 38      | New England Patriots  | TreVeyon Henderson     | Runningback                | Ohio State           | Big Ten              |                                                                           |
| 2     | 39      | Chicago Bears         | Luther Burden III      | Wide Receiver              | Missouri             | SEC                  | Pick von den Panthers erhalten                                            |
| 2     | 40      | New Orleans Saints    | Tyler Shough           | Quarterback                | Louisville           | ACC                  |                                                                           |
| 2     | 41      | Buffalo Bills         | T. J. Sanders          | Defensive Tackle           | South Carolina       | SEC                  | Pick von den Bears erhalten                                               |
| 2     | 42      | New York Jets         | Mason Taylor           | Tight End                  | LSU                  | SEC                  |                                                                           |
| 2     | 43      | San Francisco 49ers   | Alfred Collins         | Defensive Tackle           | Texas                | SEC                  |                                                                           |
| 2     | 44      | Dallas Cowboys        | Donovan Ezeiruaku      | Defensive End              | Boston College       | ACC                  |                                                                           |
| 2     | 45      | Indianapolis Colts    | J. T. Tuimoloau        | Defensive End              | Ohio State           | Big Ten              |                                                                           |
| 2     | 46      | Los Angeles Rams      | Terrance Ferguson      | Tight End                  | Oregon               | Big Ten              | Pick von den Falcons erhalten                                             |
| 2     | 47      | Arizona Cardinals     | Will Johnson           | Cornerback                 | Michigan             | Big Ten              |                                                                           |
| 2     | 48      | Houston Texans        | Aireontae Ersery       | Offensive Tackle           | Minnesota            | Big Ten              | Pick von den Dolphins via Raiders erhalten                                |
| 2     | 49      | Cincinnati Bengals    | Demetrius Knight       | Linebacker                 | South Carolina       | SEC                  |                                                                           |
| 2     | 50      | Seattle Seahawks      | Elijah Arroyo          | Tight End                  | Miami (FL)           | ACC                  |                                                                           |
| 2     | 51      | Carolina Panthers     | Nic Scourton           | Defensive End              | Texas A&M            | SEC                  | Pick von den Broncos erhalten                                             |
| 2     | 52      | Tennessee Titans      | Oluwafemi Oladejo      | Defensive End              | UCLA                 | Big Ten              | Pick von den Steelers via Seahawks erhalten                               |
| 2     | 53      | Tampa Bay Buccaneers  | Benjamin Morrison      | Cornerback                 | Notre Dame           | Unabhängig (FBS)     |                                                                           |
| 2     | 54      | Green Bay Packers     | Anthony Belton         | Offensive Tackle           | NC State             | ACC                  |                                                                           |
| 2     | 55      | Los Angeles Chargers  | Tre Harris             | Wide Receiver              | Ole Miss             | SEC                  |                                                                           |
| 2     | 56      | Chicago Bears         | Ozzy Trapilo           | Offensive Tackle           | Boston College       | ACC                  | Pick von den Vikings via Texans und Bills erhalten                        |
| 2     | 57      | Detroit Lions         | Tate Ratledge          | Guard                      | Georgia              | SEC                  | Pick von den Rams via Panthers und Broncos erhalten                       |
| 2     | 58      | Las Vegas Raiders     | Jack Bech              | Wide Receiver              | TCU                  | Big 12               | Pick von den Texans erhalten                                              |
| 2     | 59      | Baltimore Ravens      | Mike Green             | Defensive End              | Marshall             | Sun Belt             |                                                                           |
| 2     | 60      | Denver Broncos        | R. J. Harvey           | Runningback                | UCF                  | Big 12               | Pick von den Lions erhalten                                               |
| 2     | 61      | Washington Commanders | Trey Amos              | Cornerback                 | Ole Miss             | SEC                  |                                                                           |
| 2     | 62      | Chicago Bears         | Shemar Turner          | Defensive Tackle           | Texas A&M            | SEC                  | Pick von den Bills erhalten                                               |
| 2     | 63      | Kansas City Chiefs    | Omarr Norman-Lott      | Defensive Tackle           | Tennessee            | SEC                  |                                                                           |
| 2     | 64      | Philadelphia Eagles   | Andrew Mukuba          | Safety                     | Texas                | SEC                  |                                                                           |
| 3     | 65      | New York Giants       | Darius Alexander       | Defensive Tackle           | Toledo               | MAC                  |                                                                           |
| 3     | 66      | Kansas City Chiefs    | Ashton Gillotte        | Defensive End              | Louisville           | ACC                  | Pick von den Titans erhalten                                              |
| 3     | 67      | Cleveland Browns      | Harold Fannin          | Tight End                  | Bowling Green        | MAC                  |                                                                           |
| 3     | 68      | Las Vegas Raiders     | Darien Porter          | Cornerback                 | Iowa State           | Big 12               |                                                                           |
| 3     | 69      | New England Patriots  | Kyle Williams          | Wide Receiver              | Washington State     | Pac-12               |                                                                           |
| 3     | 70      | Detroit Lions         | Isaac TeSlaa           | Wide Receiver              | Arkansas             | SEC                  | Pick von den Jaguars erhalten                                             |
| 3     | 71      | New Orleans Saints    | Vernon Broughton       | Defensive Tackle           | Texas                | SEC                  |                                                                           |
| 3     | 72      | Buffalo Bills         | Landon Jackson         | Defensive End              | Arkansas             | SEC                  | Pick von den Bears erhalten                                               |
| 3     | 73      | New York Jets         | Azareye'h Thomas       | Cornerback                 | Florida State        | ACC                  |                                                                           |
| 3     | 74      | Denver Broncos        | Pat Bryant             | Wide Receiver              | Illinois             | Big Ten              | Pick von den Panthers erhalten                                            |
| 3     | 75      | San Francisco 49ers   | Nick Martin            | Linebacker                 | Oklahoma State       | Big 12               |                                                                           |
| 3     | 76      | Dallas Cowboys        | Shavon Revel           | Cornerback                 | East Carolina        | The American         |                                                                           |
| 3     | 77      | Carolina Panthers     | Princely Umanmielen    | Defensive End              | Ole Miss             | SEC                  | Pick von den Falcons via Patriots erhalten                                |
| 3     | 78      | Arizona Cardinals     | Jordan Burch           | Defensive End              | Oregon               | Big Ten              |                                                                           |
| 3     | 79      | Houston Texans        | Jaylin Noel            | Wide Receiver              | Iowa State           | Big 12               | Pick von den Dolphins via Eagles und Commanders erhalten                  |
| 3     | 80      | Indianapolis Colts    | Justin Walley          | Cornerback                 | Minnesota            | Big Ten              |                                                                           |
| 3     | 81      | Cincinnati Bengals    | Dylan Fairchild        | Guard                      | Georgia              | SEC                  |                                                                           |
| 3     | 82      | Tennessee Titans      | Kevin Winston Jr.      | Safety                     | Penn State           | Big Ten              | Pick von den Seahawks erhalten                                            |
| 3     | 83      | Pittsburgh Steelers   | Kaleb Johnson          | Runningback                | Iowa                 | Big Ten              |                                                                           |
| 3     | 84      | Tampa Bay Buccaneers  | Jacob Parrish          | Cornerback                 | Kansas State         | Big 12               |                                                                           |
| 3     | 85      | Kansas City Chiefs    | Nohl Williams          | Cornerback                 | California           | ACC                  | Pick von den Broncos via Panthers und Patriots erhalten                   |
| 3     | 86      | Los Angeles Chargers  | Jamaree Caldwell       | Defensive Tackle           | Oregon               | Big Ten              |                                                                           |
| 3     | 87      | Green Bay Packers     | Savion Williams        | Wide Receiver              | TCU                  | Big 12               |                                                                           |
| 3     | 88      | Jacksonville Jaguars  | Caleb Ransaw           | Cornerback                 | Tulane               | The American         | Pick von den Vikings erhalten                                             |
| 3     | 89      | Jacksonville Jaguars  | Wyatt Milum            | Guard                      | West Virginia        | Big 12               | Pick von den Texans erhalten                                              |
| 3     | 90      | Los Angeles Rams      | Josaiah Stewart        | Defensive End              | Michigan             | Big Ten              |                                                                           |
| 3     | 91      | Baltimore Ravens      | Emery Jones            | Offensive Tackle           | LSU                  | SEC                  |                                                                           |
| 3     | 92      | Seattle Seahawks      | Jalen Milroe           | Quarterback                | Alabama              | SEC                  | Pick von den Lions via Jets und Raiders erhalten                          |
| 3     | 93      | New Orleans Saints    | Jonas Sanker           | Safety                     | Virginia             | ACC                  | Pick von den Commanders erhalten                                          |
| 3     | 94      | Cleveland Browns      | Dillon Gabriel         | Quarterback                | Oregon               | Big Ten              | Pick von den Bills erhalten                                               |
| 3     | 95      | New England Patriots  | Jared Wilson           | Center                     | Georgia              | SEC                  | Pick von den Chiefs erhalten                                              |
| 3     | 96      | Atlanta Falcons       | Xavier Watts           | Safety                     | Notre Dame           | Unabhängig (FBS)     | Pick von den Eagles erhalten                                              |
| 3*    | 97      | Houston Texans        | Jaylin Smith           | Cornerback                 | USC                  | Big Ten              | Compensatory Pick, Pick von den Vikings erhalten                          |
| 3*    | 98      | Las Vegas Raiders     | Caleb Rogers           | Offensive Tackle           | Texas Tech           | Big 12               | Compensatory Pick, Pick von den Dolphins erhalten                         |
| 3*    | 99      | Las Vegas Raiders     | Charles Grant          | Offensive Tackle           | William & Mary       | CAA                  | Compensatory Pick, Pick von den Giants via Texans erhalten                |
| 3*    | 100     | San Francisco 49ers   | Upton Stout            | Cornerback                 | Western Kentucky     | CUSA                 | Resolution JC-2A Pick                                                     |
| 3*    | 101     | Denver Broncos        | Sai'vion Jones         | Defensive End              | LSU                  | SEC                  | Resolution JC-2A Pick, Pick von den Rams via Falcons und Eagles erhalten  |
| 3*    | 102     | Minnesota Vikings     | Tai Felton             | Wide Receiver              | Maryland             | Big Ten              | Resolution JC-2A Pick, Pick von den Lions via Jaguars und Texans erhalten |
| 4     | 103     | Tennessee Titans      | Chimere Dike           | Wide Receiver              | Florida              | SEC                  |                                                                           |
| 4     | 104     | Jacksonville Jaguars  | Bhayshul Tuten         | Runningback                | Virginia Tech        | ACC                  | Pick von den Browns erhalten                                              |
| 4     | 105     | New York Giants       | Cam Skattebo           | Runningback                | Arizona State        | Big 12               |                                                                           |
| 4     | 106     | New England Patriots  | Craig Woodson          | Safety                     | California           | ACC                  |                                                                           |
| 4     | 107     | Jacksonville Jaguars  | Jack Kiser             | Linebacker                 | Notre Dame           | Unabhängig (FBS)     |                                                                           |
| 4     | 108     | Las Vegas Raiders     | Dont’e Thornton        | Wide Receiver              | Tennessee            | SEC                  |                                                                           |
| 4     | 109     | Buffalo Bills         | Deone Walker           | Defensive Tackle           | Kentucky             | SEC                  | Pick von den Bears via Bills und Bears erhalten                           |
| 4     | 110     | New York Jets         | Arian Smith            | Wide Receiver              | Georgia              | SEC                  |                                                                           |
| 4     | 111     | Philadelphia Eagles   | Ty Robinson            | Defensive Tackle           | Nebraska             | Big Ten              | Pick von den Panthers via Broncos erhalten                                |
| 4     | 112     | New Orleans Saints    | Danny Stutsman         | Linebacker                 | Oklahoma             | SEC                  |                                                                           |
| 4     | 113     | San Francisco 49ers   | CJ West                | Defensive Tackle           | Indiana              | Big Ten              |                                                                           |
| 4     | 114     | Carolina Panthers     | Trevor Etienne         | Runningback                | Georgia              | SEC                  | Pick von den Cowboys erhalten                                             |
| 4     | 115     | Arizona Cardinals     | Cody Simon             | Linebacker                 | Ohio State           | Big Ten              |                                                                           |
| 4     | 116     | Houston Texans        | Woody Marks            | Runningback                | USC                  | Big Ten              | Pick von den Dolphins erhalten                                            |
| 4     | 117     | Los Angeles Rams      | Jarquez Hunter         | Runningback                | Auburn               | SEC                  | Pick von den Colts erhalten                                               |
| 4     | 118     | Atlanta Falcons       | Billy Bowman Jr.       | Safety                     | Oklahoma             | SEC                  |                                                                           |
| 4     | 119     | Cincinnati Bengals    | Barrett Carter         | Linebacker                 | Clemson              | ACC                  |                                                                           |
| 4     | 120     | Tennessee Titans      | Gunnar Helm            | Tight End                  | Texas                | SEC                  | Pick von den Seahawks erhalten                                            |
| 4     | 121     | Tampa Bay Buccaneers  | David Walker           | Linebacker                 | Central Arkansas     | UAC                  |                                                                           |
| 4     | 122     | Carolina Panthers     | Lathan Ransom          | Safety                     | Ohio State           | Big Ten              | Pick von den Broncos erhalten                                             |
| 4     | 123     | Pittsburgh Steelers   | Jack Sawyer            | Defensive End              | Ohio State           | Big Ten              |                                                                           |
| 4     | 124     | Green Bay Packers     | Barryn Sorrell         | Defensive End              | Texas                | SEC                  |                                                                           |
| 4     | 125     | Los Angeles Chargers  | Kyle Kennard           | Linebacker                 | South Carolina       | SEC                  |                                                                           |
| 4     | 126     | Cleveland Browns      | Dylan Sampson          | Runningback                | Tennessee            | SEC                  | Pick von den Vikings via Jaguars erhalten                                 |
| 4     | 127     | Indianapolis Colts    | Jalen Travis           | Offensive Tackle           | Iowa State           | Big 12               | Pick von den Rams erhalten                                                |
| 4     | 128     | Washington Commanders | Jaylin Lane            | Wide Receiver              | Virginia Tech        | ACC                  | Pick von den Texans erhalten                                              |
| 4     | 129     | Baltimore Ravens      | Teddye Buchanan        | Linebacker                 | California           | ACC                  |                                                                           |
| 4     | 130     | New York Jets         | Malachi Moore          | Safety                     | Alabama              | SEC                  | Pick von den Lions via Broncos und Eagles erhalten                        |
| 4     | 131     | New Orleans Saints    | Quincy Riley           | Cornerback                 | Louisville           | ACC                  | Pick von den Commanders erhalten                                          |
| 4     | 132     | Chicago Bears         | Ruben Hyppolite II     | Linebacker                 | Maryland             | Big Ten              | Pick von den Bills erhalten                                               |
| 4     | 133     | Kansas City Chiefs    | Jalen Royals           | Wide Receiver              | Utah State           | MW                   |                                                                           |
| 4     | 134     | Denver Broncos        | Que Robinson           | Linebacker                 | Alabama              | SEC                  | Pick von den Eagles via Lions und Eagles erhalten                         |
| 4*    | 135     | Las Vegas Raiders     | Tonka Hemingway        | Defensive Tackle           | South Carolina       | SEC                  | Compensatory Pick, Pick von den Dolphins erhalten                         |
| 4*    | 136     | Tennessee Titans      | Elic Ayomanor          | Wide Receiver              | Stanford             | ACC                  | Compensatory Pick, Pick von den Ravens erhalten                           |
| 4*    | 137     | New England Patriots  | Joshua Farmer          | Defensive Tackle           | Florida State        | ACC                  | Compensatory Pick, Pick von den Seahawks erhalten                         |
| 4*    | 138     | San Francisco 49ers   | Jordan Watkins         | Wide Receiver              | Ole Miss             | SEC                  | Compensatory Pick                                                         |
| 5     | 139     | Minnesota Vikings     | Tyrion Ingram-Dawkins  | Defensive End              | Georgia              | SEC                  | Pick von den Browns erhalten                                              |
| 5     | 140     | Carolina Panthers     | Cam Jackson            | Defensive Tackle           | Florida              | SEC                  | Pick von den Giants erhalten                                              |
| 5     | 141     | Baltimore Ravens      | Carson Vinson          | Offensive Tackle           | Alabama A&M          | SWAC                 | Pick von den Titans erhalten                                              |
| 5     | 142     | Seattle Seahawks      | Rylie Mills            | Defensive Tackle           | Notre Dame           | Unabhängig (FBS)     | Pick von den Jaguars via Texans und Vikings erhalten                      |
| 5     | 143     | Miami Dolphins        | Jordan Phillips        | Defensive Tackle           | Maryland             | Big Ten              | Pick von den Raiders erhalten                                             |
| 5     | 144     | Cleveland Browns      | Shedeur Sanders        | Quarterback                | Colorado             | Big 12               | Pick von den Patriots via Seahawks erhalten                               |
| 5     | 145     | Philadelphia Eagles   | Mac McWilliams         | Cornerback                 | UCF                  | Big 12               | Pick von den Jets erhalten                                                |
| 5     | 146     | New England Patriots  | Bradyn Swinson         | Defensive End              | LSU                  | SEC                  | Pick von den Panthers erhalten                                            |
| 5     | 147     | San Francisco 49ers   | Jordan James           | Runningback                | Oregon               | Big Ten              | Pick von den Saints via Commanders erhalten                               |
| 5     | 148     | Los Angeles Rams      | Ty Hamilton            | Defensive Tackle           | Ohio State           | Big Ten              | Pick von den Bears erhalten                                               |
| 5     | –       | San Francisco 49ers   | Draft-Pick aberkannt   | Draft-Pick aberkannt       | Draft-Pick aberkannt | Draft-Pick aberkannt | Draft-Pick aberkannt                                                      |
| 5     | 149     | Dallas Cowboys        | Jaydon Blue            | Runningback                | Texas                | SEC                  |                                                                           |
| 5     | 150     | Miami Dolphins        | Jason Marshall Jr.     | Cornerback                 | Florida              | SEC                  |                                                                           |
| 5     | 151     | Indianapolis Colts    | DJ Giddens             | Runningback                | Kansas State         | Big 12               |                                                                           |
| 5     | –       | Atlanta Falcons       | Draft-Pick aberkannt   | Draft-Pick aberkannt       | Draft-Pick aberkannt | Draft-Pick aberkannt | Draft-Pick aberkannt                                                      |
| 5     | 152     | Dallas Cowboys        | Shemar James           | Linebacker                 | Florida              | SEC                  | Pick von den Cardinals erhalten                                           |
| 5     | 153     | Cincinnati Bengals    | Jalen Rivers           | Guard                      | Miami (FL)           | ACC                  |                                                                           |
| 5     | 154     | New York Giants       | Marcus Mbow            | Guard                      | Purdue               | Big Ten              | Pick von den Seahawks erhalten                                            |
| 5     | 155     | Miami Dolphins        | Dante Trader Jr.       | Safety                     | Maryland             | Big Ten              | Pick von den Broncos erhalten                                             |
| 5     | 156     | Kansas City Chiefs    | Jeffrey Bassa          | Linebacker                 | Oregon               | Big Ten              | Pick von den Steelers erhalten                                            |
| 5     | 157     | Tampa Bay Buccaneers  | Elijah Roberts         | Defensive End              | SMU                  | ACC                  |                                                                           |
| 5     | 158     | Los Angeles Chargers  | KeAndre Lambert-Smith  | Wide Receiver              | Auburn               | SEC                  |                                                                           |
| 5     | 159     | Green Bay Packers     | Collin Oliver          | Linebacker                 | Oklahoma State       | Big 12               |                                                                           |
| 5     | 160     | San Francisco 49ers   | Marques Sigle          | Safety                     | Kansas State         | Big 12               | Pick von den Vikings erhalten                                             |
| 5     | 161     | Philadelphia Eagles   | Smael Mondon Jr.       | Linebacker                 | Georgia              | SEC                  | Pick von den Texans erhalten                                              |
| 5     | 162     | New York Jets         | Francisco Mauigoa      | Linebacker                 | Miami (FL)           | ACC                  | Pick von den Rams via Steelers erhalten                                   |
| 5     | 163     | Carolina Panthers     | Mitchell Evans         | Tight End                  | Notre Dame           | Unabhängig (FBS)     | Pick von den Ravens erhalten                                              |
| 5     | 164     | Pittsburgh Steelers   | Yahya Black            | Defensive Tackle           | Iowa                 | Big Ten              | Pick von den Lions via Browns, Eagles und Chiefs erhalten                 |
| 5     | 165     | Los Angeles Chargers  | Oronde Gadsden II      | Tight End                  | Syracuse             | ACC                  | Pick von den Commanders via Eagles erhalten                               |
| 5     | 166     | Seattle Seahawks      | Tory Horton            | Wide Receiver              | Colorado State       | MW                   | Pick von den Bills via Texans und Browns erhalten                         |
| 5     | 167     | Tennessee Titans      | Jackson Slater         | Guard                      | Sacramento State     | Big Sky              | Pick von den Chiefs erhalten                                              |
| 5     | 168     | Philadelphia Eagles   | Drew Kendall           | Center                     | Boston College       | ACC                  |                                                                           |
| 5*    | 169     | Chicago Bears         | Zah Frazier            | Cornerback                 | UTSA                 | The American         | Compensatory Pick, Pick von den Bills erhalten                            |
| 5*    | 170     | Buffalo Bills         | Jordan Hancock         | Cornerback                 | Ohio State           | Big Ten              | Compensatory Pick, Pick von den Cowboys erhalten                          |
| 5*    | 171     | Detroit Lions         | Miles Frazier          | Guard                      | LSU                  | SEC                  | Compensatory Pick, Pick von den Cowboys und Patriots erhalten             |
| 5*    | 172     | Los Angeles Rams      | Chris Paul Jr.         | Linebacker                 | Ole Miss             | SEC                  | Compensatory Pick, Pick von den Seahawks via Vikings erhalten             |
| 5*    | 173     | Buffalo Bills         | Jackson Hawes          | Tight End                  | Georgia Tech         | ACC                  | Compensatory Pick                                                         |
| 5*    | 174     | Arizona Cardinals     | Denzel Burke           | Cornerback                 | Ohio State           | Big Ten              | Compensatory Pick, Pick von den Cowboys erhalten                          |
| 5*    | 175     | Seattle Seahawks      | Robbie Ouzts           | Tight End                  | Alabama              | SEC                  | Compensatory Pick                                                         |
| 5*    | 176     | New York Jets         | Tyler Baron            | Defensive End              | Miami (FL)           | ACC                  | Compensatory Pick, Pick von den Ravens erhalten                           |
| 6     | 177     | Buffalo Bills         | Dorian Strong          | Cornerback                 | Virginia Tech        | ACC                  | Pick von den Giants erhalten                                              |
| 6     | 178     | Baltimore Ravens      | Bilhal Kone            | Cornerback                 | Western Michigan     | MAC                  | Pick von den Titans erhalten                                              |
| 6     | 179     | Miami Dolphins        | Ollie Gordon II        | Runningback                | Oklahoma State       | Big 12               | Pick von den Browns via Texans erhalten                                   |
| 6     | 180     | Las Vegas Raiders     | JJ Pegues              | Defensive Tackle           | Ole Miss             | SEC                  |                                                                           |
| 6     | 181     | Philadelphia Eagles   | Kyle McCord            | Quarterback                | Syracuse             | ACC                  | Pick von den Patriots via Chargers erhalten                               |
| 6     | 182     | New England Patriots  | Andres Borregales      | Kicker                     | Miami (FL)           | ACC                  | Pick von den Jaguars via Lions erhalten                                   |
| 6     | 183     | Tennessee Titans      | Marcus Harris          | Cornerback                 | California           | ACC                  | Pick von den Panthers via Ravens erhalten                                 |
| 6     | 184     | New Orleans Saints    | Devin Neal             | Runningback                | Kansas               | Big 12               | Pick von den Saints via Commanders erhalten                               |
| 6     | 185     | Pittsburgh Steelers   | Will Howard            | Quarterback                | Ohio State           | Big Ten              | Pick von den Bears via Seahawks erhalten                                  |
| 6     | 186     | Baltimore Ravens      | Tyler Loop             | Kicker                     | Arizona              | Big 12               | Pick von den Jets erhalten                                                |
| 6     | 187     | Houston Texans        | Jaylen Reed            | Safety                     | Penn State           | Big Ten              | Pick von den 49ers via Vikings erhalten                                   |
| 6     | 188     | Tennessee Titans      | Kalel Mullings         | Runningback                | Michigan             | Big Ten              | Pick von den Cowboys erhalten                                             |
| 6     | 189     | Indianapolis Colts    | Riley Leonard          | Quarterback                | Notre Dame           | Unabhängig (FBS)     |                                                                           |
| 6     | 190     | Indianapolis Colts    | Tim Smith              | Defensive Tackle           | Alabama              | SEC                  | Pick von den Falcons via Rams erhalten                                    |
| 6     | 191     | Philadelphia Eagles   | Myles Hinton           | Offensive Tackle           | Michigan             | Big Ten              | Pick von den Cardinals via Broncos erhalten                               |
| 6     | 192     | Seattle Seahawks      | Bryce Cabeldue         | Guard                      | Kansas               | Big 12               | Pick von den Dolphins via Bears und Browns erhalten                       |
| 6     | 193     | Cincinnati Bengals    | Tahj Brooks            | Runningback                | Texas Tech           | Big 12               |                                                                           |
| 6     | 194     | Jacksonville Jaguars  | Jalen McLeod           | Linebacker                 | Auburn               | SEC                  | Pick von den Seahawks erhalten                                            |
| 6     | 195     | Chicago Bears         | Luke Newman            | Guard                      | Michigan State       | Big Ten              | Pick von den Steelers via Rams erhalten                                   |
| 6     | 196     | Detroit Lions         | Ahmed Hassanein        | Defensive End              | Boise State          | MW                   | Pick von den Buccaneers erhalten                                          |
| 6     | 197     | Houston Texans        | Graham Mertz           | Quarterback                | Florida              | SEC                  | Pick von den Broncos erhalten                                             |
| 6     | 198     | Green Bay Packers     | Warren Brinson         | Defensive Tackle           | Georgia              | SEC                  |                                                                           |
| 6     | 199     | Los Angeles Chargers  | Branson Taylor         | Offensive Tackle           | Pittsburgh           | ACC                  |                                                                           |
| 6     | 200     | Jacksonville Jaguars  | Rayuan Lane III        | Safety                     | Navy                 | The American         | Pick von den Vikings via Browns erhalten                                  |
| 6     | 201     | Minnesota Vikings     | Kobe King              | Linebacker                 | Penn State           | Big Ten              | Pick von den Rams erhalten                                                |
| 6     | 202     | Minnesota Vikings     | Gavin Bartholomew      | Tight End                  | Pittsburgh           | ACC                  | Pick von den Texans via Steelers, Bears und Rams erhalten                 |
| 6     | 203     | Baltimore Ravens      | LaJohntay Wester       | Wide Receiver              | Colorado             | Big 12               |                                                                           |
| 6     | 204     | Dallas Cowboys        | Ajani Cornelius        | Offensive Tackle           | Oregon               | Big Ten              | Pick von den Lions via Browns und Bills erhalten                          |
| 6     | 205     | Washington Commanders | Kain Medrano           | Linebacker                 | UCLA                 | Big Ten              |                                                                           |
| 6     | 206     | Buffalo Bills         | Chase Lundt            | Offensive Tackle           | UConn                | Unabhängig (FBS)     |                                                                           |
| 6     | 207     | Philadelphia Eagles   | Cameron Williams       | Offensive Tackle           | Texas                | SEC                  | Pick von den Chiefs via Jets erhalten                                     |
| 6     | 208     | Carolina Panthers     | Jimmy Horn Jr.         | Wide Receiver              | Colorado             | Big 12               | Pick von den Eagles via Broncos erhalten                                  |
| 6*    | 209     | Philadelphia Eagles   | Antwaun Powell-Ryland  | Defensive End              | Virginia Tech        | ACC                  | Compensatory Pick, Pick von den Chargers erhalten                         |
| 6*    | 210     | Baltimore Ravens      | Aeneas Peebles         | Defensive Tackle           | Virginia Tech        | ACC                  | Compensatory Pick                                                         |
| 6*    | 211     | Arizona Cardinals     | Hayden Conner          | Guard                      | Texas                | SEC                  | Compensatory Pick, Pick von den Cowboys erhalten                          |
| 6*    | 212     | Baltimore Ravens      | Robert Longerbeam      | Cornerback                 | Rutgers              | Big Ten              | Compensatory Pick                                                         |
| 6*    | 213     | Las Vegas Raiders     | Tommy Mellott          | Wide Receiver              | Montana State        | Big Sky              |                                                                           |
| 6*    | 214     | Los Angeles Chargers  | R. J. Mickens          | Safety                     | Clemson              | ACC                  | Compensatory Pick                                                         |
| 6*    | 215     | Las Vegas Raiders     | Cam Miller             | Quarterback                | North Dakota State   | MVFC                 | Compensatory Pick                                                         |
| 6*    | 216     | Denver Broncos        | Jeremy Crawshaw        | Punter                     | Florida              | SEC                  | Compensatory Pick, Pick von den Browns via Texans erhalten                |
| 7     | 217     | Dallas Cowboys        | Jay Toia               | Defensive Tackle           | UCLA                 | Big Ten              | Pick von den Titans via Patriots erhalten                                 |
| 7     | 218     | Atlanta Falcons       | Jack Nelson            | Offensive Tackle           | Wisconsin            | Big Ten              | Pick von den Browns via Chargers erhalten                                 |
| 7     | 219     | New York Giants       | Thomas Fidone          | Tight End                  | Nebraska             | Big Ten              |                                                                           |
| 7     | 220     | New England Patriots  | Marcus Bryant          | Offensive Tackle           | Missouri             | SEC                  |                                                                           |
| 7     | 221     | Jacksonville Jaguars  | Jonah Monheim          | Center                     | USC                  | Big Ten              |                                                                           |
| 7     | 222     | Las Vegas Raiders     | Cody Lindenberg        | Linebacker                 | Minnesota            | Big Ten              |                                                                           |
| 7     | 223     | Seattle Seahawks      | Damien Martinez        | Runningback                | Miami (FL)           | ACC                  | Pick von den Saints via Eagles und Steelers erhalten                      |
| 7     | 224     | Houston Texans        | Kyonte Hamilton        | Defensive Tackle           | Rutgers              | Big Ten              | Pick von den Bears via Dolphins erhalten                                  |
| 7     | 225     | Arizona Cardinals     | Kitan Crawford         | Safety                     | Nevada               | MW                   | Pick von den Jets via Chiefs erhalten                                     |
| 7     | 226     | Pittsburgh Steelers   | Carson Bruener         | Linebacker                 | Washington           | Big Ten              | Pick von den Panthers via Chiefs erhalten                                 |
| 7     | 227     | San Francisco 49ers   | Kurtis Rourke          | Quarterback                | Indiana              | Big Ten              |                                                                           |
| 7     | 228     | Kansas City Chiefs    | Brashard Smith         | Runningback                | SMU                  | ACC                  | Pick von den Cowboys via Lions und Patriots erhalten                      |
| 7     | 229     | Pittsburgh Steelers   | Donte Kent             | Cornerback                 | Central Michigan     | MAC                  | Pick von den Falcons via Eagles erhalten                                  |
| 7     | 230     | Detroit Lions         | Dan Jackson            | Safety                     | Georgia              | SEC                  | Pick von den Cardinals via Panthers und Broncos erhalten                  |
| 7     | 231     | Miami Dolphins        | Quinn Ewers            | Quarterback                | Texas                | SEC                  |                                                                           |
| 7     | 232     | Indianapolis Colts    | Hunter Wohler          | Safety                     | Wisconsin            | Big Ten              |                                                                           |
| 7     | 233     | Chicago Bears         | Kyle Monangai          | Runningback                | Rutgers              | Big Ten              | Pick von den Bengals erhalten                                             |
| 7     | 234     | Seattle Seahawks      | Mason Richman          | Offensive Tackle           | Iowa                 | Big Ten              |                                                                           |
| 7     | 235     | Tampa Bay Buccaneers  | Tez Johnson            | Wide Receiver              | Oregon               | Big Ten              |                                                                           |
| 7     | 236     | Jacksonville Jaguars  | LeQuint Allen          | Runningback                | Syracuse             | ACC                  | Pick von den Broncos via Eagles, Commanders und Texans erhalten           |
| 7     | 237     | Green Bay Packers     | Micah Robinson         | Cornerback                 | Tulane               | The American         | Pick von den Steelers erhalten                                            |
| 7     | 238     | Seattle Seahawks      | Ricky White III        | Wide Receiver              | UNLV                 | MW                   | Pick von den Chargers via Patriots erhalten                               |
| 7     | 239     | Dallas Cowboys        | Phil Mafah             | Runningback                | Clemson              | ACC                  | Pick von den Packers via Titans erhalten                                  |
| 7     | 240     | Buffalo Bills         | Kaden Prather          | Wide Receiver              | Maryland             | Big Ten              | Pick von den Vikings via Browns und Bears erhalten                        |
| 7     | 241     | Denver Broncos        | Caleb Lohner           | Tight End                  | Utah                 | Big 12               | Pick von den Texans erhalten                                              |
| 7     | 242     | Los Angeles Rams      | Konata Mumpfield       | Wide Receiver              | Pittsburgh           | ACC                  | Pick von den Rams via Falcons erhalten                                    |
| 7     | 243     | Baltimore Ravens      | Garrett Dellinger      | Guard                      | LSU                  | SEC                  |                                                                           |
| 7     | 244     | Detroit Lions         | Dominic Lovett         | Wide Receiver              | Georgia              | SEC                  |                                                                           |
| 7     | 245     | Washington Commanders | Jacory Croskey-Merritt | Runningback                | Arizona              | Big 12               |                                                                           |
| 7     | 246     | New York Giants       | Korie Black            | Cornerback                 | Oklahoma State       | Big 12               | Pick von den Bills erhalten                                               |
| 7     | 247     | Dallas Cowboys        | Tommy Akingbesote      | Defensive Tackle           | Maryland             | Big Ten              | Pick von den Chiefs via Panthers erhalten                                 |
| 7     | 248     | New Orleans Saints    | Moliki Matavao         | Tight End                  | UCLA                 | Big Ten              | Pick von den Eagles via Commanders erhalten                               |
| 7*    | 249     | San Francisco 49ers   | Connor Colby           | Guard                      | Iowa                 | Big Ten              | Compensatory Pick                                                         |
| 7*    | 250     | Green Bay Packers     | John Williams          | Guard                      | Cincinnati           | Big 12               | Compensatory Pick                                                         |
| 7*    | 251     | New England Patriots  | Julian Ashby           | Long Snapper               | Vanderbilt           | SEC                  | Compensatory Pick, Pick von den Chiefs erhalten                           |
| 7*    | 252     | San Francisco 49ers   | Junior Bergen          | Wide Receiver              | Montana              | Big Sky              | Compensatory Pick                                                         |
| 7*    | 253     | Miami Dolphins        | Zeek Biggers           | Defensive Tackle           | Georgia Tech         | ACC                  | Compensatory Pick                                                         |
| 7*    | 254     | New Orleans Saints    | Fadil Diggs            | Defensive End              | Syracuse             | ACC                  | Compensatory Pick                                                         |
| 7*    | 255     | Houston Texans        | Luke Lachey            | Tight End                  | Iowa                 | Big Ten              | Compensatory Pick, Pick von den Browns erhalten                           |
| 7*    | 256     | Los Angeles Chargers  | Trikweze Bridges       | Cornerback                 | Florida              | SEC                  | Compensatory Pick                                                         |
| 7*    | 257     | New England Patriots  | Kobee Minor            | Defensive Back             | Memphis              | The American         | Compensatory Pick, Pick von den Chiefs erhalten                           |

## Trades
Bei den Trades bedeutet der Hinweis (VD), dass der Trade vor dem Draft abgeschlossen wurde (Vor dem Draft) und der Hinweis (D) bedeutet, dass der Trade während des Draftes abgeschlossen wurde.

### Runde 1
1. ↑  Pick 2: Cleveland Browns → Jacksonville Jaguars (D): Die Browns tauschten u. a. diesen Pick gegen einen diesjährigen Erst-, Zweit- und Viertrundenpick (5., 36., 126.) sowie einen Erstrundenpick 2026 der Jaguars.
2. ↑  Pick 5: Jacksonville Jaguars → Cleveland Browns (D): Siehe Pick 2.
3. ↑  Pick 25: Houston Texans → New York Giants (D): Die Texans tauschten diesen Pick gegen einen diesjährigen Zweit- und Drittrundenpick (34., 99.) sowie gegen einen Drittrundenpick 2026 der Giants.
4. ↑  Pick 26: Los Angeles Rams → Atlanta Falcons (D): Die Rams tauschten u. a. diesen Pick gegen einen diesjährigen Zweit- und Siebtrundenpick (46., 242.) sowie gegen einen Erstrundenpick 2026 der Falcons.
5. ↑  Pick 31: Kansas City Chiefs → Philadelphia Eagles (D): Die Chiefs tauschten diesen Pick gegen einen Erst- und Fünftundenpick (32., 164.) der Eagles.
6. ↑  Pick 32: Philadelphia Eagles → Kansas City Chiefs (D): Siehe Pick 31.

### Runde 2
1. ↑  Pick 34: New York Giants → Houston Texans (D): Siehe Pick 25.
2. ↑  Pick 35: Tennessee Titans → Seattle Seahawks (D): Die Titans tauschten diesen Pick gegen einen Zweit- und Drittrundenpick (52., 82.) der Seahawks.
3. ↑  Pick 36: Jacksonville Jaguars → Cleveland Browns (D): Siehe Pick 2.
4. ↑  Pick 37: Las Vegas Raiders → Miami Dolphins (D): Die Raiders tauschten u. a. diesen Pick gegen einen Zweit-, Dritt- und Viertrundenpick (48., 98., 135.) der Dolphins.
5. ↑  Pick 39: Carolina Panthers → Chicago Bears (VD): Die Panthers tauschten u. a. diesen Pick gegen den gesamtersten Pick 2024 der Bears.
6. ↑  Pick 41: Chicago Bears → Buffalo Bills (D): Die Bears tauschten u. a. diesen Pick gegen zwei Zweit- und einen Viertrundenpick (56., 62., 109.) der Bills.
7. ↑  Pick 46: Atlanta Falcons → Los Angeles Rams (D): Siehe Pick 26.
8. ↑  Pick 48: Miami Dolphins → Las Vegas Raiders (D) → Houston Texans (D):
  - Für MIA → LV siehe Pick 37.
  - Die Raiders tauschten diesen Pick gegen einen Zweit- und Drittrundenpick (58., 99.) der Texans.
9. ↑  Pick 51: Denver Broncos → Carolina Panthers (D): Die Broncos tauschten u. a. diesen Pick gegen einen Zweit-, Dritt-, Viert- und Siebtrundenpick (57., 74., 111., 230.) der Panthers.
10. ↑  Pick 52: Pittsburgh Steelers → Seattle Seahawks (VD) → Tennessee Titans (D):
  - Die Steelers tauschen u. a. diesen Pick gegen WR D. K. Metcalf und einen Sechstrundenpick (185.) der Seahawks.
  - Für SEA → TEN siehe Pick 35.
11. ↑  Pick 56: Minnesota Vikings → Houston Texans (VD) → Buffalo Bills (VD) → Chicago Bears (D):
  - Die Vikings tauschten u. a. diesen Pick gegen einen Erst- und Siebtrundenpick 2024 der Texans.
  - Die Texans tauschten diesen Pick gegen WR Stefon Diggs, einen Sechstrundenpick 2024 und einen diesjährigen Fünftrundenpick (166.) der Bills.
  - Für BUF → CHI siehe Pick 41.
12. ↑  Pick 57: Los Angeles Rams → Carolina Panthers (VD) → Denver Broncos (D) → Detroit Lions (D):
  - Die Rams tauschten u. a. diesen Pick gegen einen Zweitrundenpick 2024 der Panthers.
  - Für CAR → DEN siehe Pick 51.
  - Die Broncos tauschten u. a. diesen Pick gegen einen Zweit- und Viertrundenpick (60., 130.) der Lions.
13. ↑  Pick 58: Houston Texans → Las Vegas Raiders (D): Siehe Pick 48.
14. ↑  Pick 60: Detroit Lions → Denver Broncos (D): Siehe Pick 57.
15. ↑  Pick 62: Buffalo Bills → Chicago Bears (D): Siehe Pick 41.

### Runde 3
1. ↑  Pick 66: Tennessee Titans → Kansas City Chiefs (VD): Die Titans tauschten u. a. diesen Pick gegen CB L’Jarius Sneed und einen Siebtrundenpick 2024 der Chiefs
2. ↑  Pick 70: Jacksonville Jaguars → Detroit Lions (D): Die Jaguars tauschten u. a. diesen Pick gegen einen diesjährigen (102.) und zwei nächstjährige Drittrundenpicks der Lions.
3. ↑  Pick 72: Chicago Bears → Buffalo Bills (D): Siehe Pick 41.
4. ↑  Pick 74: Carolina Panthers → Denver Broncos (D): Siehe Pick 51.
5. ↑  Pick 77: Atlanta Falcons → New England Patriots (VD) → Carolina Panthers (D):
  - Die Falcons tauschten diesen Pick gegen LB Matthew Judon der Patriots.
  - Die Patriots tauschten diesen Pick gegen einen Dritt- und Fünftrundenpick (85., 146.) der Panthers.
6. ↑  Pick 79: Miami Dolphins → Philadelphia Eagles (VD) → Washington Commanders (VD) → Houston Texans (VD):
  - Die Dolphins tauschten diesen Pick gegen einen Viertrundenpick 2024 der Eagles.
  - Die Eagles tauschten u. a. diesen Pick gegen WR Jahan Dotson und einen Fünftrundenpick (165.) der Commanders.
  - Die Commanders tauschten u. a. diesen Pick gegen T Laremy Tunsil und einen Viertrundenpick (128.) der Texans.
7. ↑  Pick 82: Seattle Seahawks → Tennessee Titans (D): Siehe Pick 35.
8. ↑  Pick 85: Denver Broncos → Carolina Panthers (D) → New England Patriots (D) → Kansas City Chiefs (D):
  - Für DEN → CAR siehe Pick 51.
  - Für CAR → NE siehe Pick 77.
  - Die Patriots tauschten diesen Pick gegen einen diesjährigen Dritt- (95.) und einen nächstjährigen Viertrundenpick der Chiefs.
9. ↑  Pick 88: Minnesota Vikings → Jacksonville Jaguars (VD): Die Vikings tauschten u. a. diesen Pick gegen einen Erstrundenpick 2024 der Jaguars.
10. ↑  Pick 89: Houston Texans → Jacksonville Jaguars (D): Die Texans tauschten u. a. diesen Pick gegen einen Dritt- und Viertrundenpick (102., 142.) der Jaguars.
11. ↑  Pick 92: Detroit Lions → New York Jets (VD) → Las Vegas Raiders (VD) → Seattle Seahawks (VD):
  - Die Lions tauschten diesen Pick gegen einen Viertrundenpick 2024 der Jets.
  - Die Jets tauschten diesen Pick gegen WR Davante Adams der Raiders.
  - Die Raiders tauschten diesen Pick gegen QB Geno Smith der Seahawks.
12. ↑  Pick 93: Washington Commanders → New Orleans Saints (VD): Die Commanders tauschten u. a. diesen Pick gegen CB Marshon Lattimore und einen Fünftrundenpick (147.) der Saints.
13. ↑  Pick 94: Buffalo Bills → Cleveland Browns (VD): Die Bills tauschten u. a. diesen Pick gegen WR Amari Cooper und einen Sechstrundenpick (204.) der Browns.
14. ↑  Pick 95: Kansas City Chiefs → New England Patriots (D): Siehe Pick 85.
15. ↑  Pick 96: Philadelphia Eagles → Atlanta Falcons (D): Die Eagles tauschten diesen Pick gegen einen diesjährigen Dritt- (101.) und einen nächstjährigen Fünftrundenpick der Falcons.
16. ↑  Pick 97: Minnesota Vikings → Houston Texans (D): Die Vikings tauschten u. a. diesen Pick gegen einen Dritt- und Sechstrundenpick (102., 187.) der Texans.
17. ↑  Pick 98: Miami Dolphins → Las Vegas Raiders (D): Siehe Pick 37.
18. ↑  Pick 99: New York Giants → Houston Texans (D) → Las Vegas Raiders (D):
  - Für NYG → HOU siehe Pick 25.
  - Für HOU → LV siehe Pick 48.
19. ↑  Pick 101: Los Angeles Rams → Atlanta Falcons (D) → Philadelphia Eagles (D) → Denver Broncos (D):
  - Für LAR → ATL siehe Pick 26.
  - Für ATL → PHI siehe Pick 96.
  - Die Eagles tauschten u. a. diesen Pick gegen zwei Viert- und einen Sechstrundenpick (111., 130., 191.) der Broncos.
20. ↑  Pick 102: Detroit Lions → Jacksonville Jaguars (D) → Houston Texans (D) → Minnesota Vikings (D):
  - Für DET → JAC siehe Pick 70.
  - Für JAC →  HOU siehe Pick 89.
  - Für HOU → MIN siehe Pick 97.

### Runde 4
1. ↑  Pick 104: Cleveland Browns → Jacksonville Jaguars (D): Siehe Pick 2.
2. ↑  Pick 109: Chicago Bears → Buffalo Bills (VD) → Chicago Bears (D) → Buffalo Bills (D):
  - Die Bears tauschten diesen Pick gegen einen Fünftrundenpick 2024 der Bills.
  - Für BUF → CHI siehe Pick 41.
  - Die Bears tauschten diesen Pick gegen einen Viert- und Fünftrundenpick (132., 169.) der Bills.
3. ↑  Pick 111: Carolina Panthers → Denver Broncos (D) → Philadelphia Eagles (D):
  - Für CAR → DEN siehe Pick 51.
  - Für DEN → PHI siehe Pick 101.
4. ↑  Pick 114: Dallas Cowboys → Carolina Panthers (VD): Die Cowboys tauschten diesen Pick gegen einen Siebtrundenpick und WR Jonathan Mingo der Panthers.
5. ↑  Pick 116: Miami Dolphins → Houston Texans (D): Die Dolphins tauschten u. a. diesen Pick gegen einen diesjährigen Sechst- (179.) und einen nächstjährigen Drittrundenpick der Texans.
6. ↑  Pick 117: Indianapolis Colts → Los Angeles Rams (D): Die Colts tauschten diesen Pick gegen einen Viert- und Sechstrundenpick (127., 190.) der Rams.
7. ↑  Pick 120: Seattle Seahawks → Tennessee Titans (VD): Die Seahawks tauschten u. a. diesen Pick gegen LB Ernest Jones der Titans.
8. ↑  Pick 122: Denver Broncos → Carolina Panthers (D): Siehe Pick 51.
9. ↑  Pick 126: Minnesota Vikings → Jacksonville Jaguars (VD):
  - Für MIN → JAC siehe Pick 88.
  - Für JAC → CLE siehe Pick 2.
10. ↑  Pick 127: Los Angeles Rams → Indianapolis Colts (D): Siehe Pick 117.
11. ↑  Pick 128: Houston Texans → Washington Commanders (VD): Siehe Pick 79.
12. ↑  Pick 130: Detroit Lions → Denver Broncos (D) → Philadelphia Eagles (D) → New York Jets (D):
  - Für DET → DEN siehe Pick 57.
  - Für DEN → PHI siehe Pick 101.
  - Die Eagles tauschten diesen Pick gegen einen Fünft- und Sechstrundenpick (145., 207.) der Jets.
13. ↑  Pick 131: Washington Commanders → New Orleans Saints (VD): Siehe Pick 93.
14. ↑  Pick 132: Buffalo Bills → Chicago Bears (D): Siehe Pick 109.
15. ↑  Pick 134: Philadelphia Eagles → Detroit Lions (VD) → Philadelphia Eagles (VD) → Denver Broncos (D):
  - Die Eagles tauschten u. a. diesen Pick gegen RB D’Andre Swift und einen Siebtrundenpick 2023 der Lions.
  - Die Lions tauschten u. a. diesen Pick gegen einen Viert- und Sechstrundenpick 2024 der Eagles.
  - Für PHI → DEN siehe Pick 101.
16. ↑  Pick 135: Miami Dolphins → Las Vegas Raiders (D): Siehe Pick 37.
17. ↑  Pick 136: Baltimore Ravens → Tennessee Titans (D): Die Ravens tauschten u. a. diesen Pick gegen einen Fünft- und Sechstrundenpick (141., 178.) der Titans.
18. ↑  Pick 137: Seattle Seahawks → New England Patriots (D): Die Seahawks tauschten diesen Pick gegen einen Fünft- und Siebtrundenpick (144., 238.) der Patriots.

### Runde 5
1. ↑  Pick 139: Cleveland Browns → Minnesota Vikings (VD): Die Browns tauschten u. a. diesen Pick gegen DE Za’Darius Smith sowie einen Sechst- und Siebtrundenpick (200., 240.) der Vikings.
2. ↑  Pick 140: New York Giants → Carolina Panthers (VD): Die Giants tauschten u. a. diesen Pick gegen LB Brian Burns und einen Fünftrundenpick 2024 der Panthers.
3. ↑  Pick 141: Tennessee Titans → Baltimore Ravens (D): Siehe Pick 136.
4. ↑  Pick 142: Jacksonville Jaguars → Houston Texans (D) → Minnesota Vikings (D) → Seattle Seahawks (D):
  - Für JAC → HOU siehe Pick 89.
  - Für HOU → MIN siehe Pick 97.
  - Die Vikings tauschten diesen Pick gegen einen Fünftrundenpick (172.) und QB Sam Howell der Seahawks.
5. ↑  Pick 143: Las Vegas Raiders → Miami Dolphins (D): Siehe Pick 37.
6. ↑  Pick 144: New England Patriots → Seattle Seahawks (D) → Cleveland Browns (D):
  - Für NE → SEA siehe Pick 109.
  - Die Seahawks tauschten diesen Pick gegen einen Fünft- und Sechstrundenpick (166., 192.) der Browns.
7. ↑  Pick 145: New York Jets → Philadelphia Eagles (D): Siehe Pick 130.
8. ↑  Pick 146: Carolina Panthers → New England Patriots (D): Siehe Pick 77.
9. ↑  Pick 147: New Orleans Saints → Washington Commanders (VD) → San Francisco 49ers (VD):
  - Für NO → WAS siehe Pick 93.
  - Die Commanders tauschten diesen Pick gegen WR Deebo Samuel der 49ers.
10. ↑  Pick 148: Chicago Bears → Los Angeles Rams (D): Die Bears tauschten diesen Pick gegen einen diesjährigen Sechst- (195.) und nächstjährigen Viertrundenpick der Rams.
11. ↑  Pick 152: Arizona Cardinals → Dallas Cowboys (D): Die Cardinals tauschten diesen Pick gegen einen Fünft- und Sechstrundenpick (174., 211.) der Cowboys.
12. ↑  Pick 154: Seattle Seahawks → New York Giants (VD): Die Seahawks tauschten u. a. diesen Pick gegen DL Leonard Williams der Giants.
13. ↑  Pick 155: Denver Broncos → Miami Dolphins (VD): Die Broncos tauschten u. a. diesen Pick gegen RB Chase Edmonds sowie einen Erstrundenpick 2023 und einen Viertrundenpick 2024 der Dolphins.
14. ↑  Pick 156: Pittsburgh Steelers → Kansas City Chiefs (D): Die Steelers tauschten diesen Pick gegen einen Fünft- und Siebtrundenpick (164., 226.) der Chiefs.
15. ↑  Pick 160: Minnesota Vikings → San Francisco 49ers (VD): Die Vikings tauschten u. a. diesen Pick gegen RB Jordan Mason und einen Sechstrundenpick (187.) der 49ers.
16. ↑  Pick 161: Houston Texans → Philadelphia Eagles (VD): Die Texans tauschten u. a. diesen Pick gegen einen Viertrundenpick 2024 der Eagles.
17. ↑  Pick 162: Los Angeles Rams → Pittsburgh Steelers (VD) → New York Jets (VD):
  - Die Rams tauschten u. a. diesen Pick gegen G Kevin Dotson, einen Sechstrundenpick (195.) und einen Fünftrundenpick 2024 der Steelers.
  - Die Steelers tauschten diesen Pick gegen WR Mike Williams der Jets.
18. ↑  Pick 163: Baltimore Ravens → Carolina Panthers (VD): Die Ravens tauschten diesen Pick gegen WR Diontae Johnson und einen Sechstrundenpick (183.) der Panthers.
19. ↑  Pick 164: Detroit Lions → Cleveland Browns (VD) → Philadelphia Eagles (VD) → Kansas City Chiefs (D) → Pittsburgh Steelers (D):
  - Die Lions tauschten u. a. diesen Pick gegen DE Za’Darius Smith (siehe Pick 139) und einen Siebtrundenpick 2026 der Browns.
  - Die Browns tauschten u. a. diesen Pick gegen QB Kenny Pickett (siehe Pick 223) der Eagles.
  - Für PHI → KC siehe Pick 31.
  - Für KC → PIT siehe Pick 156.
20. ↑  Pick 165: Washington Commanders → Philadelphia Eagles (VD) → Los Angeles Chargers (D):
  - Für WAS → PHI siehe Pick 79.
  - Die Eagles tauschten diesen Pick gegen zwei Sechstrundenpicks (181., 209.) der Chargers.
21. ↑  Pick 166: Buffalo Bills → Houston Texans (VD) → Cleveland Browns (VD) → Seattle Seahawks (D):
  - Für BUF → HOU siehe Pick 56.
  - Die Texans tauschten u. a. diesen Pick gegen zwei Sechst- und einen Siebtrundenpick (179., 216., 255.) der Browns.
  - Für CLE → SEA siehe Pick 144.
22. ↑  Pick 167: Kansas City Chiefs → Tennessee Titans (VD): Die Chiefs tauschten diesen Pick gegen WR DeAndre Hopkins der Titans.
23. ↑  Pick 169: Buffalo Bills → Chicago Bears (D): Siehe Pick 109.
24. ↑  Pick 170: Dallas Cowboys → Buffalo Bills (VD): Die Cowboys tauschten u. a. diesen Pick gegen CB Kaiir Elam und einen Sechstrundenpick (204.) der Bills.
25. ↑  Pick 171: Dallas Cowboys → New England Patriots (VD) → Detroit Lions (D):
  - Die Cowboys tauschten diesen Pick gegen QB Joe Milton und einen Siebtrundenpick (217.) der Patriots.
  - Die Patriots tauschten diesen Pick gegen einen Sechst- und Siebtrundenpick (182., 228.) der Lions.
26. ↑  Pick 172: Seattle Seahawks → Minnesota Vikings (D) → Los Angeles Rams (D):
  - Für SEA → MIN siehe Pick 142.
  - Die Vikings tauschten diesen Pick gegen zwei Sechstrundenpicks (201., 202.) der Rams.
27. ↑  Pick 174: Dallas Cowboys → Arizona Cardinals (D): Siehe Pick 152.
28. ↑  Pick 176: Baltimore Ravens → New York Jets (D): Die Ravens tauschten u. a. diesen Pick gegen einen diesjährigen Sechst- (186.) und nächstjährigen Fünftrundenpick der Jets.

### Runde 6
1. ↑  Pick 177: New York Giants → Buffalo Bills (VD): Die Giants tauschten diesen Pick gegen LB Carlos Basham Jr. und einen Siebtrundenpick (246.) der Bills.
2. ↑  Pick 178: Tennessee Titans → Baltimore Ravens (D): Siehe Pick 136.
3. ↑  Pick 179: Cleveland Browns → Houston Texans (VD) → Miami Dolphins (D):
  - Für CLE → HOU siehe Pick 166.
  - Für HOU → MIA siehe Pick 116.
4. ↑  Pick 181: New England Patriots → Los Angeles Chargers (VD) → Philadelphia Eagles (D):
  - Die Patriots tauschten diesen Pick gegen CB J. C. Jackson und einen Siebtrundenpick (238.) der Chargers.
  - Für LAC → PHI siehe Pick 165.
5. ↑  Pick 182: Jacksonville Jaguars → Detroit Lions (D) → New England Patriots (D):
  - Für JAC → DET siehe Pick 70.
  - Für DET → NE siehe Pick 171.
6. ↑  Pick 183: Carolina Panthers → Baltimore Ravens (VD) → Tennessee Titans (D):
  - Für CAR → BAL siehe Pick 163.
  - Für BAL → TEN siehe Pick 136.
7. ↑  Pick 184: New Orleans Saints → Washington Commanders (VD) → New Orleans Saints (VD):
  - Die Saints tauschten diesen Pick gegen DT John Ridgeway III und einen Siebtrundenpick (248.) der Commanders.
  - Für WAS → NO siehe Pick 93.
8. ↑  Pick 185: Chicago Bears → Seattle Seahawks (VD) → Pittsburgh Steelers (VD):
  - Die Bears tauschten diesen Pick gegen LB Darrell Taylor der Seahawks.
  - Für SEA → PIT siehe Pick 52.
9. ↑  Pick 186: New York Jets → Baltimore Ravens (D): Siehe Pick 176.
10. ↑  Pick 187: San Francisco 49ers → Minnesota Vikings (VD) → Houston Texans (D):
  - Für SF → MIN siehe Pick 160.
  - Für MIN → HOU siehe Pick 97.
11. ↑  Pick 188: Dallas Cowboys → Tennessee Titans (VD): Die Cowboys tauschten diesen Pick gegen RB Kenneth Murray und einen Siebtrundenpick (239.) der Titans.
12. ↑  Pick 190: Atlanta Falcons → Los Angeles Rams (VD) → Indianapolis Colts (D):
  - Die Falcons tauschten diesen Pick gegen WR Van Jefferson und einen Siebtrundenpick (242.) der Rams.
  - Für LAR → IND siehe Pick 117.
13. ↑  Pick 191: Arizona Cardinals → Denver Broncos (VD) → Philadelphia Eagles (D):
  - Die Cardinals tauschten diesen Pick gegen LB Baron Browning der Broncos.
  - Für DEN → PHI siehe Pick 101.
14. ↑  Pick 192: Miami Dolphins → Chicago Bears (VD) → Cleveland Browns (VD) → Seattle Seahawks (D):
  - Die Dolphins tauschten diesen Pick gegen WR Chase Claypool und einen Siebtrundenpick (224.) der Bears.
  - Die Bears tauschten diesen Pick gegen DT Chris Williams und einen Siebtrundenpick (240.) der Browns.
  - Für CLE → SEA siehe Pick 144.
15. ↑  Pick 194: Seattle Seahawks → Jacksonville Jaguars (VD): Die Seahawks tauschten diesen Pick gegen LB Trevis Gipson der Jaguars.
16. ↑  Pick 195: Pittsburgh Steelers → Los Angeles Rams (VD) → Chicago Bears (D):
  - Für PIT → LAR siehe Pick 162.
  - Für LAR → CHI siehe Pick 148.
17. ↑  Pick 196: Tampa Bay Buccaneers → Detroit Lions (VD): Die Buccaneers tauschten u. a. diesen Pick gegen Drittrundenpick 2024 der Lions.
18. ↑  Pick 197: Denver Broncos → Houston Texans (D): Die Broncos tauschten diesen Pick gegen einen Sechst- und Siebtrundenpick (216., 241.) der Texans.
19. ↑  Pick 200: Minnesota Vikings → Cleveland Browns (VD) → Jacksonville Jaguars (D):
  - Für MIN → CLE siehe Pick 139.
  - Für CLE → JAC siehe Pick 2.
20. ↑  Pick 201: Los Angeles Rams → Minnesota Vikings (D): Siehe Pick 172.
21. ↑  Pick 202: Houston Texans → Pittsburgh Steelers (VD) → Chicago Bears (VD) → Los Angeles Rams (VD) → Minnesota Vikings (D):
  - Die Texans tauschten diesen Pick gegen G Kendrick Green der Steelers.
  - Die Steelers tauschten diesen Pick gegen QB Justin Fields der Bears.
  - Die Bears tauschten diesen Pick gegen G Jonah Jackson der Rams.
  - Für LAR → MIN siehe Pick 172.
22. ↑  Pick 204: Detroit Lions → Cleveland Browns (VD) → Buffalo Bills (VD) → Dallas Cowboys (VD):
  - Die Lions tauschten diesen Pick gegen WR Donovan Peoples-Jones der Browns.
  - Für CLE → BUF siehe Pick 94.
  - Für BUF → DAL siehe Pick 170.
23. ↑  Pick 207: Kansas City Chiefs → New York Jets (VD) → Philadelphia Eagles (D):
  - Die Chiefs tauschten diesen Pick gegen WR Mecole Hardman und einen Siebtrundenpick (225.) der Jets.
  - Für NYJ → PHI siehe Pick 130.
24. ↑  Pick 208: Philadelphia Eagles → Denver Broncos (VD) → Carolina Panthers (D):
  - Die Eagles tauschten diesen Pick gegen TE Albert Okwuegbunam und einen Siebtrundenpick (236.) der Broncos.
  - Für DEN → CAR siehe Pick 51.
25. ↑  Pick 209: Los Angeles Chargers → Philadelphia Eagles (D): Siehe Pick 165.
26. ↑  Pick 211: Dallas Cowboys → Arizona Cardinals (D): Siehe Pick 152.
27. ↑  Pick 216: Cleveland Browns → Houston Texans (VD) → Denver Broncos (D):
  - Für CLE → HOU siehe Pick 166.
  - Für HOU → DEN siehe Pick 197.

### Runde 7
1. ↑  Pick 217: Tennessee Titans → New England Patriots (VD) → Dallas Cowboys (VD):
  - Die Titans tauschten diesen Pick gegen K Nick Folk der Patriots.
  - Für NE → DAL siehe Pick 171.
2. ↑  Pick 218: Cleveland Browns → Los Angeles Chargers (VD) → Atlanta Falcons (VD):
  - Die Browns tauschten diesen Pick gegen K Dustin Hopkins der Chargers.
  - Die Chargers tauschten diesen Pick gegen QB Taylor Heinicke der Falcons.
3. ↑  Pick 223: New Orleans Saints → Philadelphia Eagles (VD) → Pittsburgh Steelers (VD) → Seattle Seahawks (VD):
  - Die Saints tauschten u. a. diesen Pick gegen Fünftrundenpick 2023 und einen Sechstrundenpick 2024 der Eagles.
  - Die Eagles tauschten u. a. diesen Pick gegen QB Kenny Pickett und einen Viertrundenpick 2024 der Steelers.
  - Für PIT → SEA siehe Pick 52.
4. ↑  Pick 224: Chicago Bears → Miami Dolphins (VD) → Houston Texans (D):
  - Für CHI → MIA siehe Pick 192.
  - Für MIA → HOU siehe Pick 116.
5. ↑  Pick 225: New York Jets → Kansas City Chiefs (VD) → Arizona Cardinals (VD):
  - Für NYJ → KC siehe Pick 207.
  - Die Chiefs tauschten diesen Pick gegen DE Cameron Thomas der Cardinals.
6. ↑  Pick 226: Carolina Panthers → Kansas City Chiefs (VD) → Pittsburgh Steelers (D):
  - Die Panthers tauschten diesen Pick gegen WR Ihmir Smith-Marsette und einen Siebtrundenpick (247.) der Chiefs.
  - Für KC → PIT siehe Pick 156.
7. ↑  Pick 228: Dallas Cowboys → Detroit Lions (VD) → New England Patriots (D) → Kansas City Chiefs (D):
  - Die Cowboys tauschten u. a. diesen Pick gegen einen Erst- und Drittrundenpick 2024 der Lions.
  - Für DET → NE siehe Pick 171.
  - Die Patriots tauschten diesen Pick gegen zwei Siebtrundenpicks (251., 257.) der Chiefs.
8. ↑  Pick 229: Atlanta Falcons → Philadelphia Eagles (VD) → Pittsburgh Steelers (VD):
  - Die Falcons tauschten diesen Pick gegen DE Kentavius Street der Eagles.
  - Für PHI → PIT siehe Pick 223.
9. ↑  Pick 230: Arizona Cardinals → Carolina Panthers (VD) → Denver Broncos (D) → Detroit Lions (D):
  - Die Cardinals tauschten u. a. diesen Pick gegen WR Robbie Chosen der Panthers.
  - Für CAR → DEN siehe Pick 51.
  - Für DEN → DET siehe Pick 57.
10. ↑  Pick 233: Cincinnati Bengals→ Chicago Bears (VD): Die Bengals tauschten diesen Pick gegen RB Khalil Herbert der Bears.
11. ↑  Pick 236: Denver Broncos → Philadelphia Eagles (VD) → Washington Commanders (VD) → Houston Texans (VD) → Jacksonville Jaguars (D):
  - Für DEN → PHI siehe Pick 208.
  - Für PHI → WAS siehe Pick 79.
  - Für WAS → HOU siehe Pick 79.
  - Für HOU → JAC siehe Pick 89.
12. ↑  Pick 237: Pittsburgh Steelers → Green Bay Packers (VD): Die Steelers tauschten diesen Pick gegen LB Preston Smith der Packers.
13. ↑  Pick 238: Los Angeles Chargers → New England Patriots (VD) → Seattle Seahawks (D):
  - Für LAC → NE siehe Pick 181.
  - Für NE → SEA siehe Pick 137.
14. ↑  Pick 239: Green Bay Packers → Tennessee Titans (VD) → Dallas Cowboys (VD):
  - Die Packers tauschten diesen Pick gegen QB Malik Willis der Titans.
  - Für TEN → DAL siehe Pick 188.
15. ↑  Pick 240: Minnesota Vikings → Cleveland Browns (VD) → Chicago Bears (VD) → Buffalo Bills (D):
  - Für MIN → CLE siehe Pick 139.
  - Für CLE → CHI siehe Pick 192.
  - Für CHI → BUF siehe Pick 41.
16. ↑  Pick 241: Houston Texans → Denver Broncos (D): Siehe Pick 197.
17. ↑  Pick 242: Los Angeles Rams → Atlanta Falcons (VD) → Los Angeles Rams (D):
  - Für LAR → ATL siehe Pick 190.
  - Für ATL → LAR siehe Pick 26.
18. ↑  Pick 246: Buffalo Bills → New York Giants (VD): Siehe Pick 177.
19. ↑  Pick 247: Kansas City Chiefs → Carolina Panthers (VD) → Dallas Cowboys (VD):
  - Für KC → CAR siehe Pick 226.
  - Für CAR → DAL siehe Pick 114.
20. ↑  Pick 248: Philadelphia Eagles → Washington Commanders (VD) → New Orleans Saints (VD):
  - Für PHI → WAS siehe Pick 79.
  - Für WAS → NO siehe Pick 184.
21. ↑  Pick 251: Kansas City Chiefs → New England Patriots (D): Siehe Pick 228.
22. ↑  Pick 255: Cleveland Browns → Houston Texans (VD): Siehe Pick 166.
23. ↑  Pick 257: Kansas City Chiefs → New England Patriots (D): Siehe Pick 228.

## Anzahl ausgewählter Spieler

### Nach Position
| Offense: - 31 Wide Receiver - 25 Runningbacks - 21 Offensive Tackles - 17 Guards - 16 Tight Ends - 14 Quarterbacks - 3 Centers | Defense: - 30 Defensive Tackles - 29 Cornerbacks - 26 Linebacker - 23 Defensive Ends - 18 Safeties | Special Teams: - 2 Kicker - 1 Punter - 1 Long Snapper |

### Nach College
| Picks | College |
| ----- | --- |
| 14    | Ohio State |
| 13    | Georgia |
| 12    | Texas |
| 10    | Oregon |
| 8     | Ole Miss |
| 7     | Alabama, Florida, LSU, Miami (FL), Michigan |
| 6     | Maryland, Notre Dame |
| 5     | Iowa, Penn State, South Carolina, UCLA, Virginia Tech |
| 4     | Arizona, California, Colorado, Iowa State, Oklahoma State, Syracuse, Tennessee                                                                                      |
| 3     | Auburn, Boston College, Clemson, Kansas State, Louisville, Minnesota, Missouri, Pittsburgh, Rutgers, Texas A&M, USC                                                 |
| 2     | Arkansas, Boise State, Florida State, Georgia Tech, Indiana, Kansas, Kentucky, Nebraska, North Dakota State, Oklahoma, SMU, TCU, Texas Tech, Tulane, UCF, Wisconsin |